# LC Brühl Handball
LC Brühl Handball er en schweizisk kvindehåndboldklub, hjemmehørende i St. Gallen. Klubben er en af de mest respekteret hold i Schweiz på kvindesiden og har været en fast del af toppen i schweizisk kvindehåndbold siden 1970. Holdet trænes af schweiziske Rolf Erdin og klubben ledes af Dr. Alexander Zehntner. 
Holdet har vundet det schweiziske mesterskab hele 31 gange, samt pokalturneringen 10 gange og har haft 29 deltagelser i europæiske turneringer. Klubben blev stiftet i 1965, og har ikke haft noget tilstødende herrehold, men har til gengæld to andet- og tredjehold. Klubben har ligeledes 10 ungdomshold, fra 18 til 11 år. På ungdomssiden har klubben også været en af Schweiz' bedste klubhold og har udviklet mange talenter igennem tiden.
Holdet spiller de fleste af deres hjemmekampe i Sportanlage Kreuzbleiche i St. Gallen, der kan rumme op til 3.500 tilskuere.

## Resultater
- Spar Premium League:
  - Guld: 1970, 1971, 1972, 1973, 1974, 1975, 1976, 1977, 1978, 1979, 1980, 1987, 1988, 1989, 1990, 1991, 1992, 1993, 1994, 1995, 1996, 1997, 2002, 2003, 2007, 2008, 2009, 2011, 2012, 2017, 2019
- Schweizer Cupsieger:
  - Guld: 2002, 2003, 2004, 2006, 2008, 2009, 2010, 2012, 2016, 2017
- SuperCupsieger:
  - Vinder: 2017, 2019

## Spillertruppen 2019/20
| Nr. | Navn                 | Nationalitet   | Position     | I klubben siden |
| --- | -------------------- | -------------- | ------------ | --------------- |
| 4   | Mária Olšovská       | Slovakiet      | Venstre back | 2019            |
| 5   | Zerin Özcelik        | Tyrkiet        | Venstre fløj | 2014            |
| 7   | Martina Pavic        | Kroatien       | Stregspiller | 2019            |
| 8   | Seline Stacher       | Schweiz        | Venstre fløj | 2009            |
| 10  | Yarima Altherr       | Schweiz        | Venstre back | 2010            |
| 11  | Fabienne Albrecht    | Schweiz        | Højre fløj   | 2006            |
| 12  | Fabia Schlachter     | Schweiz        | Målvogter    | 2009            |
| 14  | Andrina Schnyder     | Schweiz        | Højre back   | 2002            |
| 15  | Fabienne Tomasini    | Østrig         | Højre fløj   | 2018            |
| 16  | Sladana Dokovic      | Schweiz        | Målvogter    | 2007            |
| 20  | Malin Altherr        | Schweiz        | Højre back   | 2010            |
| 21  | Kathryn Louise Fudge | Storbritannien | Venstre back | 2012            |
| 22  | Marina Schlachter    | Schweiz        | Playmaker    | 2007            |
| 23  | Fabiola Hostettler   | Schweiz        | Stregspiller | 2018            |
| 24  | Laura Schmitt        | Tyskland       | Højre back   | 2017            |
| 27  | Kerstin Kündig       | Schweiz        | Playmaker    | 2013            |
| 33  | Andrea Giger         | Schweiz        | Målvogter    | 2016            |

### Trænerteam
| Rolle           | Navn            |
| --------------- | --------------- |
| Cheftræner      | Rolf Erdin      |
| Assistenttræner | Andriy Kuzo     |
| Holdleder       | Laura Freivogel |
| Atletisk træner | Yves Rohner     |
| Målmandstræner  | Lubomir Svajlen |
| Fysioterapeut   | Franziska Breda |
| Fysioterapeut   | Reto Weber      |